# Torday Ottó
Dr. Torday Ottó, 1911-ig Tauber (Budapest, 1893. január 15. – Budapest, 1967. július 6.) magyar színész, színházigazgató.

## Életútja
Tordai (Tauber) Gyula (1860–1933) temesvári születésű hajózási főfelügyelő és Gróf Margit (1874–1957) gyermekeként született. Apai nagyszülei Tauber Adolf kereskedő és Stern Jozefin, anyai nagyszülei Gróf Ignác (1848–1899) dunapataji származású vasúti felügyelő és Löwinger Lina (1853–1932) voltak. Iskoláit az evangélikus gimnáziumban végezte; az érettségit az egyetemen tette le. Szerémy Zoltánnál tanult, mint magánnövendék. Első szerződését Komjáthy János kassai színigazgatóval kötötte, akinél első fellépése 1914. február 20-án volt Herczeg Ferenc A dolovai nábob leánya című vígjátékában volt, Tarján Gida szerepében. Másodszor pedig Bíró Lajos Rablólovagjában, a címszerepben mutatkozott be. Az első világháború idején zajló mozgósításkor mint önkéntes vonult be, harcolt az orosz és francia fronton. 1917 őszén a Budai Színkörben Feld Irénnél játszott. 1920-ban a Belvárosi, 1921-től a Rennaissance Színház tagja volt. 1925-ben a Thália Színház társigazgatója, 1926-ban igazgató volt a vidéken. 1928 októberében az Új Színház, majd 1929-ben a Magyar Színház igazgatója volt. 1931-32-ben ismét az Új Színház igazgatójaként működött. Az 1940-es években megnyitotta színházi jegyirodáját. Némafilmekben is játszott.

## Fontosabb színházi szerepei
- Herczeg Ferenc: A dolovai nábob lánya – Tarján Gida
- Shakespeare: Hamlet
- Szigligeti Ede: Rózsa – Ország

## Filmszerepei
- Az obsitos (1917) - András
- Vengerkák (1917) - Jurakovszky, orosz karmester
- A toprini nász (1917) - Mányai főhadnagy
- A koldusgróf (1917) - újságíró
- Tűzpróba (1917) - ifj. Magnus Miklós gróf
- A szerelem bolondjai I-II. (1917) - Elemér
- A dollárnéni (1917)
- Rang és mód (1918)
- A bánya titka I-II. (1918) - Lord Robertson
- Nick Winter négy új kalandja - Csavarszorítóban (1920) - Corday Romuald
- Nick Winter négy új kalandja - Dráma az Alhambrában (1920)
- Nick Winter négy új kalandja - Romok között (1921)
- Vörösbegy (1921)
- Bilincsbevert folyam (1920) - Bojti András
- A koldusgróf (1922, szkeccs) - újságíró
- Az obsitos (1922, szkeccs) - András
- Szegény gazdagok (1959)
- Képek a magyar némafilm történetéből (1964, rövid)